# Хоукър Сий Фюъри
„Хоукър Сий Фюъри“ (на английски: Hawker Sea Fury) е модел изтребители на британския производител „Хоукър“, произвеждан през 1945-1955 година.
Това е последният витлов изтребител, използван от Британския флот, както и един от най-бързите самолети с единичен бутален двигател в историята. Разработен по време на Втората световна война въз основа на „Хоукър Темпест“, моделът започва да се използва след нейния край, включително по време на Корейската война.